# Pianura rossa
Pianura rossa (The Purple Plain) è un film del 1954 diretto da Robert Parrish.

## Trama
Londra, seconda guerra mondiale. Forrester, un ufficiale pilota della RAF, perde la moglie nel corso di un bombardamento. Inviato successivamente in Birmania, resta vittima, insieme ad altri militari, di un incidente aereo: il velivolo che li trasportava cade infatti nella giungla, e Forrester impone ai suoi soldati una difficile marcia nella foresta. Ad un certo punto incontra Anna, una giovane del luogo.